# 伴舞者

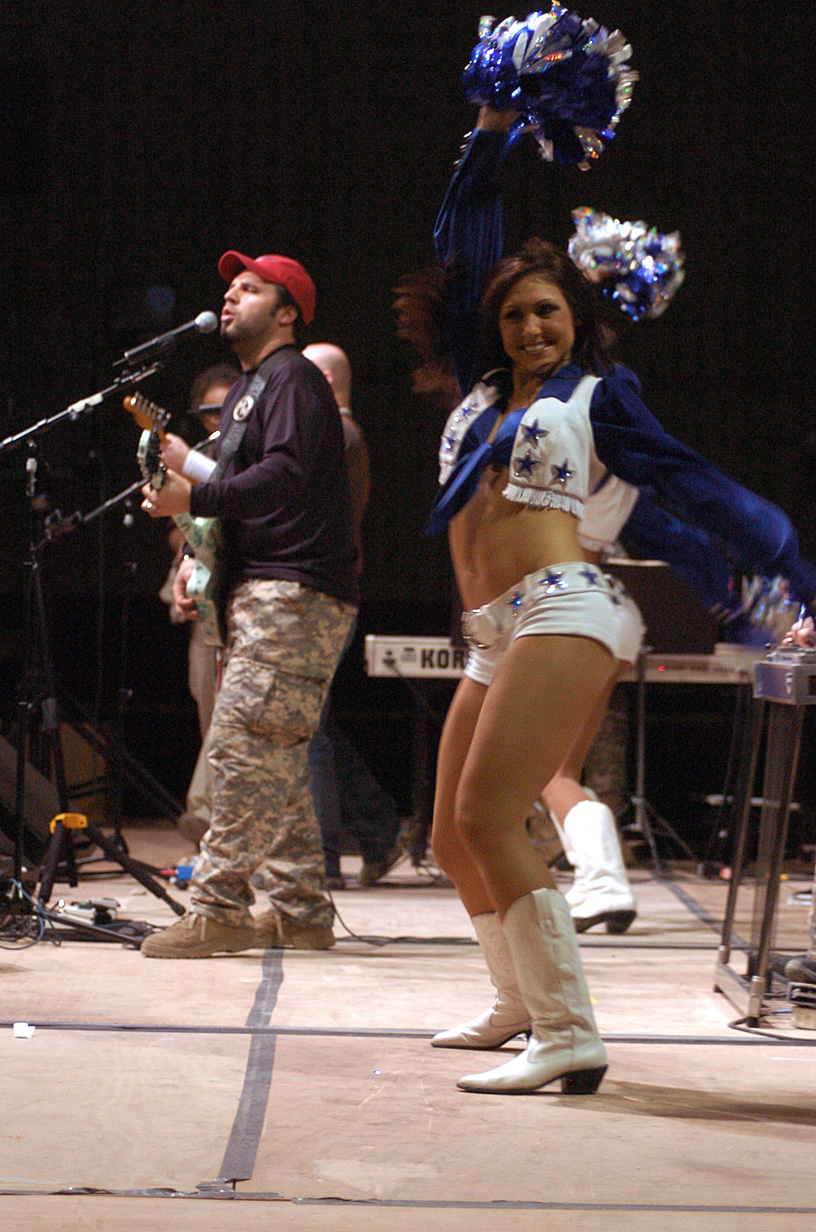
一位為馬克·威爾斯表演的舞者

伴舞者（英語：Backup dancer），是舞者在現場音樂表演、音樂錄影帶或舞會中，與主要表演者一同跳舞或在其後表演的人。他們的動作能夠增強主要表演者的視覺美感，並為音樂提供對稱和節奏感。

## 畫廊

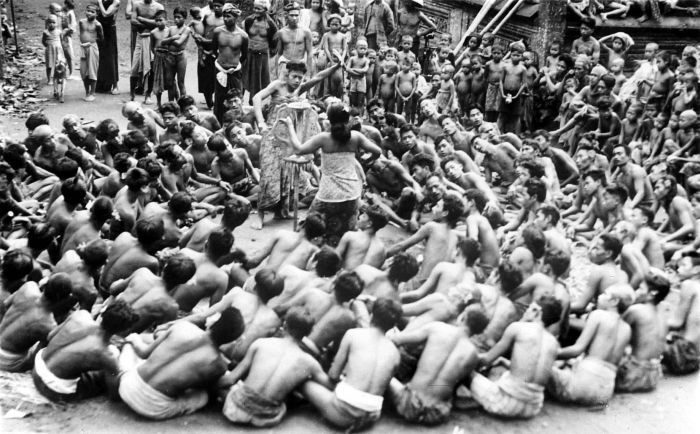
1937年巴厘岛舞者表演《卡恰舞》。

## 延伸閱讀
- Oshmyansky, Rosalyn. . Entertainment Tonight. 2014-08-23  [2015-03-04]. （原始内容存档于2024-12-27）.
- . Yahoo News. 2014-07-24  [2015-03-04]. （原始内容存档于2022-07-01）.
- Spiegel, Amy Rose. . BuzzFeed. 2013-06-11  [2015-03-04]. （原始内容存档于2025-01-04）.
- . WXIA-TV. 2013-03-01  [2015-03-04]. （原始内容存档于2015-03-09）.